# Мендзигуже (Нижньосілезьке воєводство)
Мендзигуже (пол. Międzygórze, нім. Wölfelsgrund) — село в Польщі, у гміні Бистшиця-Клодзька Клодзького повіту Нижньосілезького воєводства.
Населення — 512 осіб (2011).
У 1975-1998 роках село належало до Валбжиського воєводства.

## Демографія
Демографічна структура станом на 31 березня 2011 року:
|          | Загалом | Допрацездатний вік | Працездатний вік | Постпрацездатний вік |
| -------- | ------- | ------------------ | ---------------- | -------------------- |
| Чоловіки | 240     | 26                 | 187              | 27                   |
| Жінки    | 272     | 43                 | 155              | 74                   |
| Разом    | 512     | 69                 | 342              | 101                  |